# Bingamon (Virginia Occidental)
Bingamon es un área no incorporada ubicada dentro del Distrito Oeste de Augusta, una división civil menor del condado de Marion (Virginia Occidental), Estados Unidos. Está catalogada como un asentamiento humano por la Junta de Nombres Geográficos de los Estados Unidos.
El número de identificación (ID) asignado por el Servicio Geológico de Estados Unidos es 1536017.

## Geografía
Se encuentra a una altitud de 304 m s. n. m. (997 pies) según el conjunto de datos de elevación nacional.